# Happy Death Day
Happy Death Day är en amerikansk skräckfilm/slasherfilm (med inslag av svart humor) från 2017 i regi av Christopher Landon, med manus skrivet av Scott Lobdell, samt producerad av Jason Blums produktionsbolag Blumhouse Productions. Filmen hade biopremiär i USA den 13 oktober 2017, samt i Sverige den 20 oktober 2017. Den framträdande huvudpersonen i filmen (Tree Gelbman) spelas av Jessica Rothe.

## Handling
Filmens handling kretsar kring collegestudenten Theresa "Tree" Gelbman, som efter att ha blivit mördad av en okänd person utklädd till skolans maskot på sin födelsedag, hamnar i en form av "tidsloop", där hon upplever hela sin morddag om och om igen. Och för att kunna få stopp på denna "tidsloop", och samtidigt komma ur denna hemska mardröm, måste Tree identifiera sin mördare, innan det är försent.

## Rollista (i urval)
- Jessica Rothe – Theresa "Tree" Gelbman
- Israel Broussard – Carter Davis
- Ruby Modine – Lori Spengler
- Charles Aitken – Gregory Butler
- Rachel Matthews – Danielle Bouseman
- Blaine Kern III – Nick Sims
- Caleb Spillyards – Tim Bauer
- Missy Yager – Mrs. Gelbman